# AFM Records
AFM Records GmbH je německé hudební vydavatelství z Schwalmstadtu, Hesensko. Vydavatelství založili v roce 1996 Andreas Allendörfer a Axel Fischer, členové německé metalové kapely Squealer. Zkratka AFM znamená Allendörfer Fischer Musik. Během let se vydavatelství upsali známí interpreti jako například U.D.O., Doro Pesch, Annihilator, Edguy, power metalový projekt Avantasia..

## Hudebníci
- U.D.O.
- Lordi
- Dymytry